# トリトン・トロンボーン四重奏団
トリトン・トロンボーン四重奏団（英語：Triton Trombone Quartet）は、オラフ・オット、ウルリッヒ・ディークマン、ウルリッヒ・ベーレンズ、ヘルマン・ボイマーの4人によって1982年に結成されたトロンボーン四重奏団である。団名の由来はギリシャ神話の笛の神トリートーンから。

## 概要
1982年、オラフ・オットを中心に、ドイツ伝統の教会音楽を演奏するトロンボーン・クアルテットとして結成された。デビュー当時の団名は『ビューレフェルト・トロンボーン四重奏団』。
1986年、ハンガリーのバラチで行われた第3回国際金管室内楽コンクールにおいて第1位を受賞した。以後、数々のコンクールに招待され、各地への演奏旅行も行う。日本へは1992年5月初来日。
スウェーデンのBISより、4枚のCDをリリースしている。

## 特徴
- 結成当初は、ルネサンス期の曲を当時の楽器を復元して演奏する、という志向であった。最近ではルネサンス期～現代に至るまでを演奏範囲としており、幅広いレパートリーを有している。
- メンバーはそれぞれソロ活動、アンサンブル活動、オーケストラ、後進の育成等と、活動は多岐にわたる。

## メンバー
- オラフ・オット（Olaf Ott） - ベルリン・フィルハーモニー管弦楽団所属　ソリスト
- ウルリッヒ・ディークマン（Ulrich Dieckmann） − ヴェストファーレン福音教会所属
- ウルリッヒ・ベーレンズ（Ulrich Behrends） − 医師、フリーランス
- マティアス・イムカンプ（Matthias Imkamp） − ミュンスター交響楽団所属　※2006年来日公演エキストラメンバー
- ヘルマン・ボイマー（Hermann Bäumer） − オスナブリュック市立劇場音楽監督（元ベルリン・フィルハーモニー管弦楽団バストロンボーン奏者）

## 主な経歴
- 1982年　ビューレフェルト・トロンボーン四重奏団として結成
- 1986年　第3回国際金管室内楽コンクール　第1位
- 1988年　第3回アルガルヴェ国際コンクール　招待
- 1989年　第4回フィリップ・ジョーンズ国際金管室内楽コンクール　招待
- 1992年　第7回東京国際音楽コンクール室内楽第3部門　第2位 「ベストトロンボーンクアルテット」特別賞受賞
- 2000年　国際トロンボーンフェスティバル　招待
- 2006年　来日公演

## CD
- 1993年　「トロンボーンのためのフランス音楽」
- 1994年　「トロンボーンのためのドイツ音楽」
- 1996年　「トロンボーンの天使たち」
- 1998年　「トリトンの旅」